# Dolmens de Savatole
Les dolmens de Savatole sont un groupe de trois dolmens situés à Le Bernard, dans le département français de la Vendée. Fouillés au début du XXe siècle par Marcel Baudouin, les trois dolmens ont fait l'objet de restaurations abusives qui ont modifié leur plan originel.

## Dolmenno1

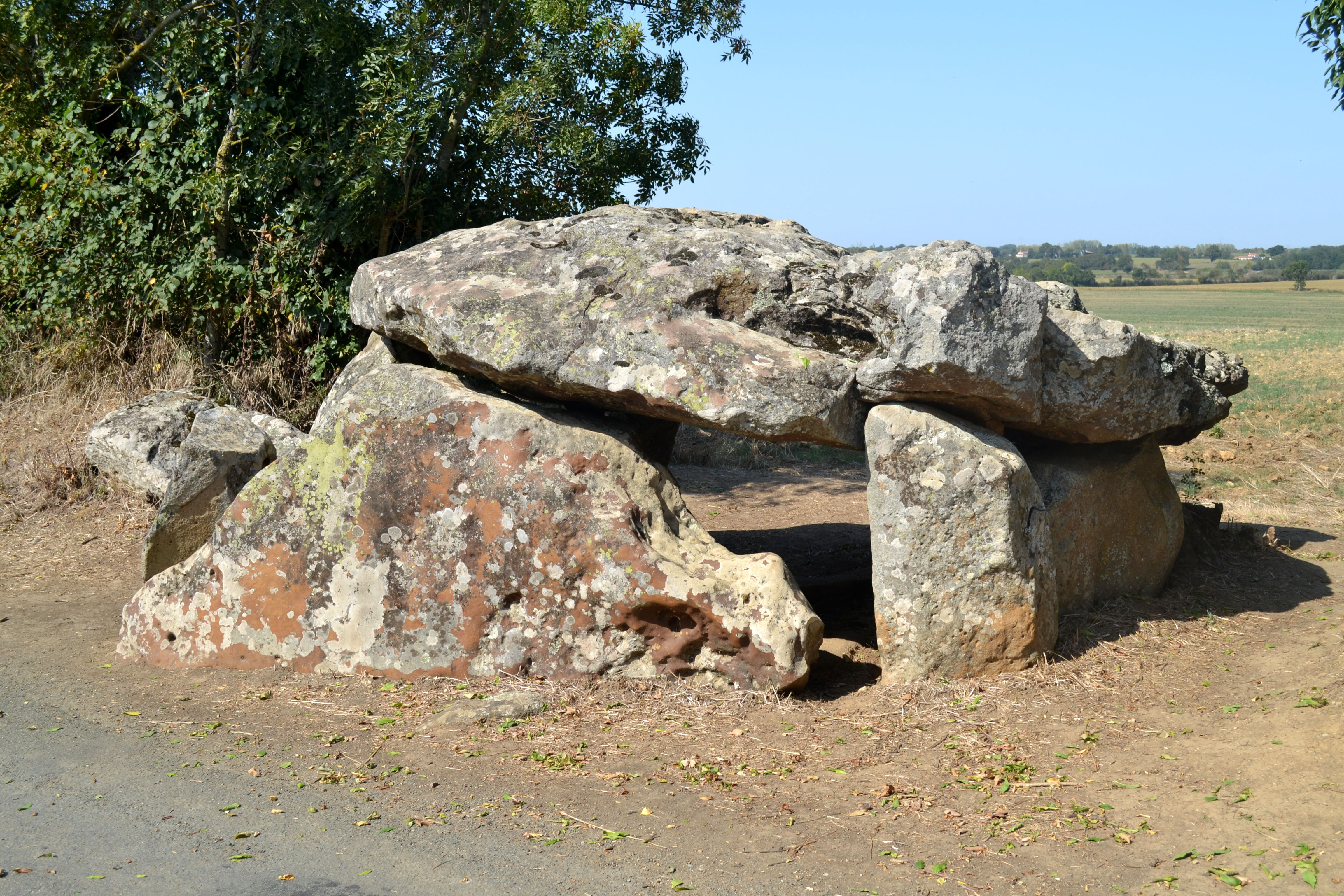
Dolmen n°1

Le dolmen fut fouillé par Marcel Baudouin et Georges Lacouloumère en 1903. Avant la restauration qui s'ensuivit, l'édifice s'apparentait à une allée couverte courte. Le mobilier archéologique découvert comprend une poterie campaniforme. Il accompagnait un squelette brachycéphale.

## Dolmenno2

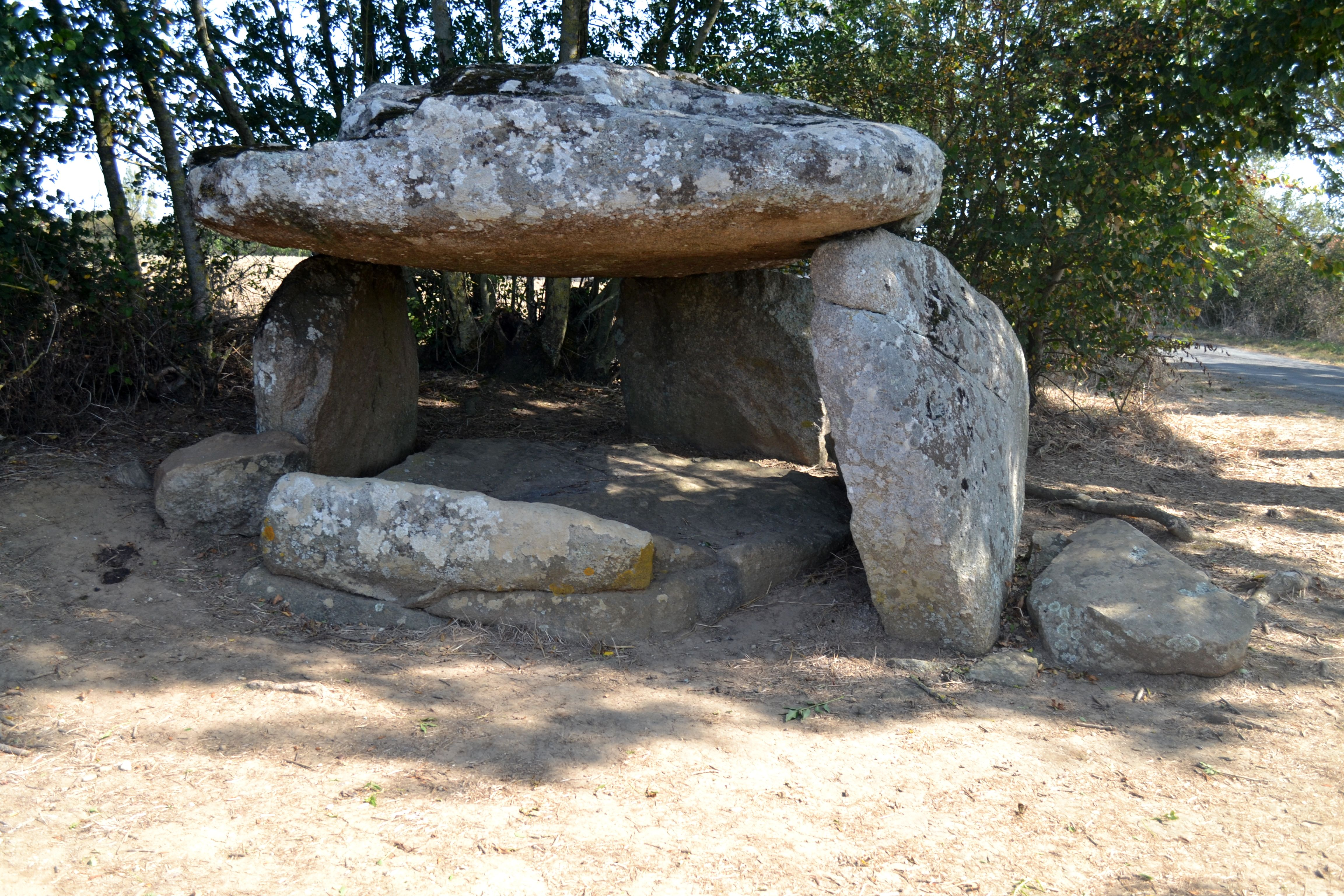
Dolmen n°2

Anciennement connu sous le nom de dolmen du terrier de la Frébouchère, il est mentionné en 1836 par F. Delange, puis décrit en 1840 par Léon Audé et en 1860 par l'abbé Baudry. Baudouin et Lacouloumère le fouillent en 1907. À l'époque, deux orthostates sont encore en place. La grande dalle (2,50 m de long, 2 m au plus large pour une épaisseur comprise entre 0,20 m et 0,25 m) en grès qui repose actuellement au sol sous la table de couverture correspond à la dalle de chevet. La chambre sépulcrale, dont la forme devait être circulaire, ouvrait à l'est. La table de couverture mesure 10,35 m de circonférence pour une épaisseur maximale de 0,40 m. Elle ne fut réinstallée en place que dans les années 1930. L'architecture actuelle du monument semble assez conforme à l'état originel supposé.
Le mobilier archéologique découvert se limite à deux éclats de silex et à une mâchoire de chèvre datée de l'époque gallo-romaine.

## Dolmenno3

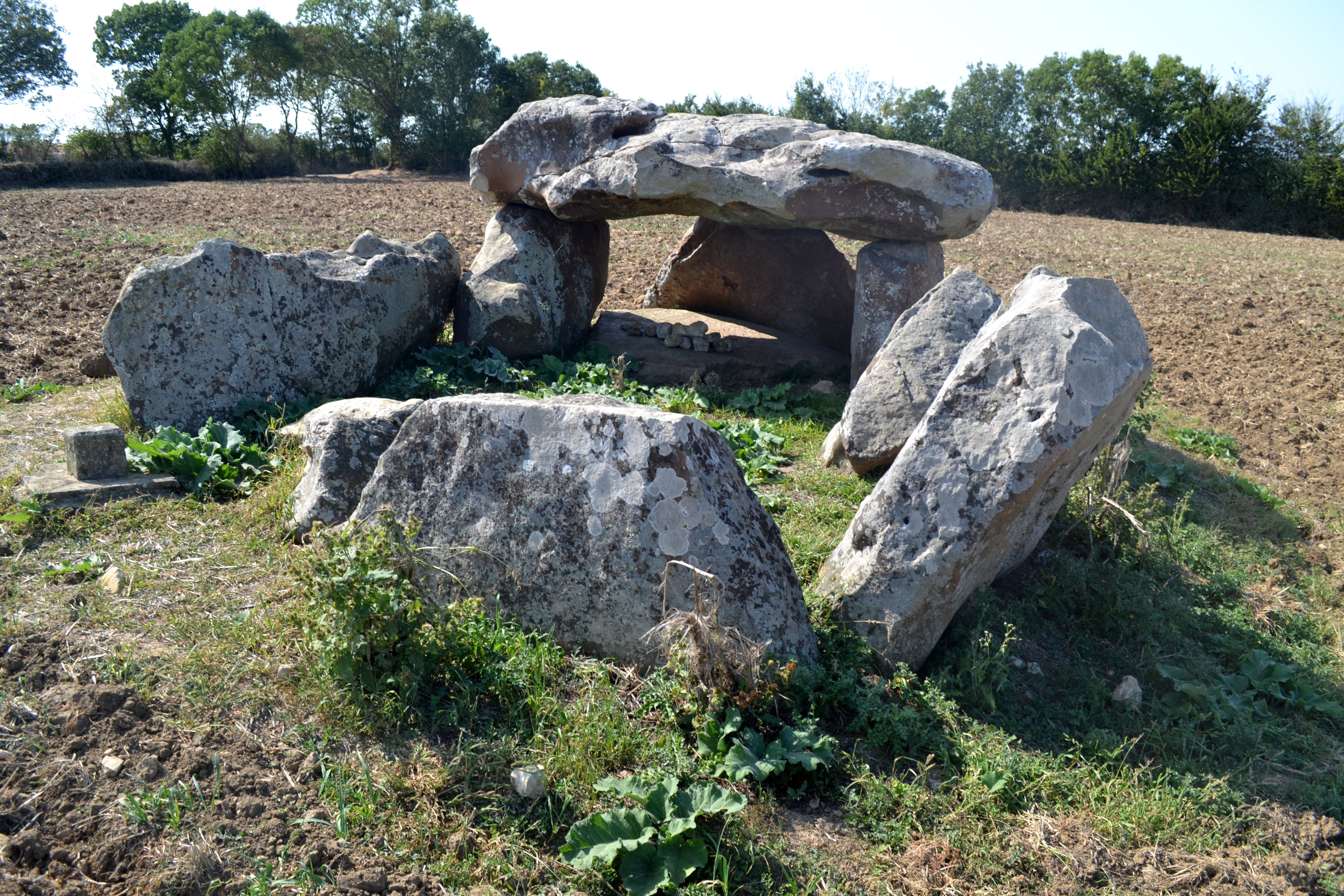
Dolmen n°3

La disposition actuelle du monument est une pure création de Baudouin et Lacouloumère qui entreprirent de le restaurer après sa fouille en 1904. Toutes les dalles sont en grès d'origine locale mais les pierres du tumulus, désormais disparu, étaient en calcaire. Plusieurs squelettes humains y ont été retrouvés dont celui d'un enfant de cinq ou six ans. Le mobilier archéologique découvert comprend deux grands tessons de vase à tétons de couleur noire, un petit tesson décoré au peigne et quelques éclats de silex. L'ensemble traduit une utilisation au Néolithique moyen avec réoccupation au Chalcolithique.